# Inica Nowogardzka
Inica Nowogardzka (Inica, niem. Ihnazoll, też Ihnathal, Ihnaberg) – wyludniona i zniesiona miejscowość w Polsce położona w województwie zachodniopomorskim, w powiecie stargardzkim, w gminie Stargard
Położona była 14 km na północny zachód od Stargardu, nad rzeką Iną. W XVIII i XIX wieku znajdowała się tu ważna przeprawa na rzece Inie, a w pobliżu mostu punkt poboru ceł (opłat) od towarów spławianych rzeką, nazywany Ihna-Zoll.
Na początku XX w. miejsce należące do Sowna, bez zabudowań.
W 1948 roku rozporządzeniem ministrów administracji i Ziem Odzyskanych niemiecka nazwa miejscowości Ihnazoll została zmieniona na polską Inica Nowogardzka. W latach 1975–1998 miejscowość administracyjnie należała do województwa szczecińskiego.
Jako miejscowość Inica, wraz z innymi nieistniejącymi już przysiółkami, została ujęta w statucie sołectwa Sowno z 2003 roku. W kolejnym statucie już nie występuje.